# ديبي ديكنسون
ديبي ديكنسون (بالإنجليزية: Debbie Dickinson)‏ هي عارضة أمريكية، ولدت في 30 ديسمبر 1957 في هوليوود في الولايات المتحدة.

## وصلات خارجية
- ديبي ديكنسون على موقع IMDb (الإنجليزية)